# LSWR 380 class

LSWR 380 class — тип пассажирского паровоза с осевой формулой 2-2-0, разработанный Уильямом Адамсом для Лондонской и Юго-Западной железной дороги в 1879 году. Паровозы построены заводом Beyer, Peacock and Company в Манчестере, на дороге получили номера 380—391 и прозвище «каток» из-за маленьких и монолитных, без спиц, бегунковых колёс. Конструкция паровоза восходит к Адамсовой модели танк-паровоза LSWR 46 class 2-2-0T (позднее 2-2-1T).
Все 12 паровозов перешли в дубликаты в 1902 году, получив номера с нулём впереди, в 1913 году списано 4 локомотива, а из оставшихся 5 были перенумерованы в 1914-м также в дубликаты. 8 паровозов перешли к Southern Railway в 1923 году при укрупнении британских железнодорожных компаний, но к концу 1925-го все были списаны.
| Год  | На начало года | Списано | Номера                                                             | Примечания |
| ---- | -------------- | ------- | ------------------------------------------------------------------ | ---------- |
| 1913 | 12             | 4       | 0383, 0387, 0389, 0391                                             |            |
| 1923 | 8              | 1       | E0160 (ex 382)                                                     |            |
| 1924 | 7              | 6       | E0380, E0381, E0384, E0288 (ex 385) E0277 (ex 386), E0337 (ex 390) |            |
| 1925 | 1              | 1       | E0162 (ex 388)                                                     |            |